# Moritz Buddensieg
Friedrich Moritz Buddensieg (* 12. März 1815 in Gangloffsömmern; † 22. November 1885 in Greußen) war Mitglied des Landtags des Fürstentums Schwarzburg-Sondershausen.

## Familie
Moritz Buddensieg war der Sohn des Magisters und Pfarrers in Gangloffsömmern und Schilfa Carl Gottlieb Buddensieg und dessen Frau Johanna Friederike Weberstedt aus Wolferschwenda. Moritz Buddensieg, der evangelisch-lutherischen Glaubens war, heiratete am 1. April 1844 in Herrmannsacker Johanna Augusta Wilhelmine Natalie Reinhardt (* 12. Dezember 1823 in Herrmannsacker; † unbekannt) die Tochter des Gutsbesitzers Gottfried Andreas Reinhardt. Ein Cousin (Louis Weberstedt) und ein Neffe (Tilo Weberstedt) waren ebenfalls Landtagsabgeordnete in Schwarzburg-Sondershausen.

## Leben
Moritz Buddensieg arbeitete als Handelskommis. Nach dem Konkurs der Handelsfirma Eckardt und Auseinandersetzungen mit dem Geheimratskollegium in Sondershausen erhielt er eine Konzession als Kaufmann für Materialwarenhandel in Greußen. Er war Agent der der Iduna-Lebens-, Pensions- und Leibrenten-Versicherungs-Gesellschaft (1854), der Erfurter Hagel-Schäden- (1861) und der Allgemeinen Renten-, Capital- und Lebensversicherungsbank Teutonia zu Leipzig (1865). Ab 1868 war er Auswanderungs-Agent für die Schiffsexpedienten R.O. Lobedanz zu Hamburg und das Handelshaus J.F. Siebers zu Bremen. Als Agent der Preußischen Renten-Versicherungs-Anstalt in Greußen wird er 1861 und 1873 genannt.

## Politik
Moritz Buddensieg war von 1848 bis 1852 Bürgerschaftsvorsteher in Greußen und ab 1856 dort Mitglied des Gemeinderats. Nach der Märzrevolution war er vom 28. August bis 16. Oktober 1848 für den Wahlkreis 7 (den Handelsstand in der Unterherrschaft) Mitglied des Schwarzburg-Sondershäuser Landtags.